# Isatis athoa
Isatis athoa är en korsblommig växtart som beskrevs av Pierre Edmond Boissier. Isatis athoa ingår i släktet vejdar, och familjen korsblommiga växter. Inga underarter finns listade i Catalogue of Life.